# Плебаня-Воля
Плебаня-Воля (пол. Plebania Wola) — село в Польщі, у гміні Дубова Колода Парчівського повіту Люблінського воєводства.
Населення — 227 осіб (2011).
У 1975-1998 роках село належало до Білопідляського воєводства.

## Демографія
Демографічна структура станом на 31 березня 2011 року:
|          | Загалом | Допрацездатний вік | Працездатний вік | Постпрацездатний вік |
| -------- | ------- | ------------------ | ---------------- | -------------------- |
| Чоловіки | 114     | 32                 | 63               | 19                   |
| Жінки    | 113     | 26                 | 52               | 35                   |
| Разом    | 227     | 58                 | 115              | 54                   |